# Curdologia
La curdologia o studi curdi è una disciplina accademica incentrata sullo studio dei curdi e comprende diverse discipline come la cultura, la storia e la linguistica. Gli studi curdi fanno risalire la propria storia istituzionale al 1916, quando a San Pietroburgo nel tardo Impero russo, durante la prima guerra mondiale, il curdo fu insegnato per la prima volta come corso universitario da Joseph Orbeli.

## Termine
Lo storico moderno Sacha Alsancakli spiega che il termine "curdologia" iniziò ad essere accettato dopo il 1934 e il primo congresso pan-sovietico di studi curdi si tenne a Erevan, nella RSS Armena, nell'Unione Sovietica.

## Primi studi curdi
Per tutto il XVII e il XVIII secolo, la maggior parte delle opere sui curdi tentò di accertare le origini del popolo curdo e della loro lingua. Esistevano diverse teorie tra cui la convinzione che il curdo fosse strettamente correlato alle lingue turche, che fosse un dialetto persiano rude e incolto o che i curdi fossero originariamente caldei.
I primi studi curdi erano caratterizzati dalla mancanza di un approccio istituzionalizzato e tendevano a mancare di contestualizzazione critica. In un viaggio autorizzato dall'Accademia russa delle scienze dal 1768 al 1774, il naturalista Johann Anton Güldenstädt si recò al confine meridionale dell'Impero russo per esplorare il Caucaso e i curdi in Georgia. Nei suoi appunti di viaggio pubblicati tra il 1787 e il 1791, Güldenstädt affermò erroneamente che i curdi erano tatari e anche le sue traduzioni presentavano imprecisioni per via dei problemi di comunicazione con i suoi informatori. La sua affermazione secondo la quale il curdo fosse imparentato con le lingue turche fu comunque respinta dal bibliotecario tedesco Johann Adelung il quale sostenne che i curdi fossero imparentati con la Gordiene basando la sua argomentazione su Senofonte e sulla sua opera Anabasi del 370 a.C. circa.
Anche il gesuita spagnolo Lorenzo Hervás y Panduro esaminò la lingua curda nel suo Vocabolario poligloto (trad. Vocabolario poliglotta ) nel 1787 e sostenne che:

## Curdologia per regione

### Italia
I curdi divennero noti per la prima volta in Europa attraverso l'ordine domenicano. All'inizio furono gli italiani a svolgere le ricerche sui curdi per conto del Vaticano. Un monaco, Domenico Lanza, visse tra il 1753 e il 1771 nei pressi di Mosul e pubblicò un libro intitolato Compendiose realizione istorica dei viaggi fatti dal Padre Domenico Lanza dell'Ordine dei Predicatori de Roma in Oriente dall'anno 1753 al 1771. Il missionario e viaggiatore Maurizio Garzoni, considerato il padre della curdologia, trascorse 18 anni con i curdi di Amadiya e Mosul e tra il 1764 e il 1770 scrisse un dizionario italo-curdo di circa 4.600 vocaboli. Quest'opera fu pubblicata a Roma nel 1787 e intitolata Grammatica e Vocabolario della Lingua Kurda. Con il crescente interesse in Europa per l'Impero ottomano, altre persone presero coscienza dei curdi. Il libro di Garzoni fu ristampato nel 1826. Il primo libro europeo sulla religione dei curdi apparve a Napoli nel 1818. Si intitolava Storia della regione Kurdistan e delle sette di religio ivi esistenti e fu scritta da Giuseppe Campanile. Il missionario e ricercatore italiano Alessandro de Bianchi pubblicò nel 1863 un libro sulla cultura, le tradizioni e la storia curda.

### Germania
La prima menzione dei curdi in un'opera tedesca viene da Johann Schitberger nell'anno 1473. Nel 1799, Johann Adam Bergk menziona anche i curdi nel suo libro di geografia. Durante il suo soggiorno nell'Impero ottomano, Helmuth von Moltke riferì dei curdi nelle sue lettere di lavoro sugli eventi in Turchia. I curdi furono menzionati anche nella letteratura tedesca, e l'esempio più evidente è quello di Karl May nel 1892 con la pubblicazione Durchs wilde Kurdistan.
Il periodo dal 1840 al 1930 fu il periodo più produttivo della curdologia in Germania. La Germania era all'epoca il centro degli studi curdi in Europa e grazie alle sue buone relazioni con l'Impero ottomano, i ricercatori tedeschi furono in grado di accedere alle terre ottomane e ai suoi abitanti con relativa facilità.
In tempi recenti tra gli istituti che offrono o hanno offerto in Germania corsi orientati al curdo, sia come studio unico che come parte dei più ampi campi di iranistica si annoverano l'Università Humboldt di Berlino, l'Università di Vienna, l'Università di Göttingen, l'Università di Erfurt e la Libera Università di Berlino.

### Russia
Durante la sua espansione, la Russia entrò anche in contatto con l'Impero ottomano, sfociando spesso in conflitti. L'accesso della Russia al Mar Nero e al Caucaso portò il paese in contatto con la parte orientale dell'Impero ottomano, dove furono poi avviate le ricerche sui curdi. Nel 1879 il diplomatico russo-polacco di Erzurum August Kościesza-Żaba pubblicò un dizionario franco-curdo con l'aiuto di Mahmud Bayazidi. Il centro degli studi curdi era l'Università di San Pietroburgo. Żaba e altri diplomatici come Basil Nikitin raccolsero manoscritti curdi e registrarono storie orali. Tra le altre cose, lo Sharafnama fu tradotto per la prima volta in russo.

### Turchia
A causa della politica statale turca, il popolo curdo e la sua cultura non sono stati considerati un argomento di ricerca per decenni. Alcuni dei primi lavori sui curdi, come quello di Fahrettin Kırzıoğlu, ritraevano i curdi come un gruppo di popolazione turca o turanica ed erano coerenti con la tesi di storia turca sostenuta dallo stato. I primi studi che si sono discostati dal punto di vista statale sono stati pubblicati da İsmail Beşikçi. È stato solo dopo l'allentamento delle relazioni turco-curde che sono apparsi i primi documenti accademici sui curdi.  All'Università Artuklu di Mardin, fondata nel 2007, è stata istituita una cattedra di lingua e letteratura curda come parte dell'Istituto delle lingue viventi.

## Accademici degni di nota
- Maurizio Garzoni (1730–1790)
- Johann Christoph Adelung (1732–1806)
- Lorenzo Hervás e Panduro (1735–1809)
- Pietro Simon Pallade (1741–1811)
- Johann Anton Güldenstädt (1745–1781)
- Giuseppe Campanile (1762–1835)
- Julius Klaproth (1783–1835)
- François Bernard Charmoy (1793–1869)
- August Kościesza-Żaba (1801–1894)
- Aleksander Chodźko (1804–1891)
- Ilya Berezin (1818–1896)
- Peter Lerch (1828–1884)
- Ferdinand Justi (1837-1907)
- Albert Socin (1844–1899)
- Nikolai Jakowlewitsch Marr (1865-1934)
- Ely Bannister Soane (1881-1923)
- Basil Nikitin (1885-1960)
- Celadet Alî Bedirxan (1893–1951)
- Arab Shamilov (1897–1978)
- Emînê Evdal (1906–1964)
- Heciyê Cindî (1908–1990)
- Roger Lescot (1914–1975)
- Mohammad Mokri (1921–2007)
- Margarita Borissowna Rudenko (1926–1976)
- Celile Celil (1936–)
- Ismail Beşikçi (1936–)
- Martin van Bruinessen (1946–)
- Mehmet Bayrak (1948–)
- Michael M. Gunter